# Upendra Trivedi
Upendra Trivedi (ur. 14 lipca 1936 w Idarze, zm. 4 stycznia 2015 w Mumbaju) – indyjski aktor i reżyser.

## Życiorys
Urodził się w małej wiosce Kukadia koło Idaru, a następnie z rodzicami przeprowadził się z rodzicami do Ujjain. Jako nastolatek wyjechał z bratem do Mumbaju, gdzie pracował fizycznie po wypadku jakiego doznał jego ojciec. 
Swoją karierę aktorską rozpoczął w latach 70. grając role drugoplanowe m.in. w Vanraj Chavdo i Mehndi Rang Lagyo. Jego pierwszą poważniejszą rolą była postać Jadeja w Jesal Toral w 1971. Wyreżyserował kilka filmów m.in. Manvini Bhavai w 1993. 
W 1989 odznaczony Orderem Padma Shri.
Żonaty, miał dwóch synów. Jego brat Arvind Trivedi także jest aktorem. 

## Kariera aktorska
- Jesal Toral
- Mahasati Savitri
- Maa Baap ne Bhulsho Nahi
- Jungle Main Mangal
- Patri parmar
- Manek Thumbh
- sadevant Savlinga
- Garvo Garasiyo
- Raja Gopichand
- Ver ni Vasulat
- Suraj Chandra ni Sakhe
- Bhadar Tara Vaheta Pani
- Amarsinh Rathore
- Halaman Jethvo
- Shetal Ne Kanthe
- Vachhad Dada ni Dikri
- Mehulo Luhar
- Dholi Taro Dhol Vaage
- Sorath ni Padamani
- Son Kansari
- Sona Indhoni Roopa Bedlu
- Mahiyar ni Chundadi
- Naagmati Naagvalo
- Hothal Padamani
- Dada ne Vahali Dikari
- Mali Methan
- Malavpati Munj